# Александер Цорнігер
Александер Цорнігер (нім. Alexander Zorniger, нар. 8 жовтня 1967, Мутланген) — німецький футбольний тренер.

## Тренерська кар'єра
Як гравець виступав за кілька німецьких аматорських клубів.
1 липня 2004 року очолив футбольний клуб «Норманнія» зі Швебіш-Гмюнда, що виступав у той момент часу Оберлізі Баден-Вюртемберг. 5 сезонів під його керівництвом «Норманнія» стабільно займала місця в середині таблиці Оберліги, а в 2007 році виграла Кубок Вюртемберга, що дало команді право взяти участь у Кубку Німеччини 2007/08, в якому «Норманнія» в першому раунді програла «Алеманії» з Аахена.

З 1 липня по 6 грудня 2009 року займав посаду асистента Маркуса Баббеля у Штутгарті, разом з яким і покинув клуб.
В липні 2010 року став головним тренером клубу «Зонненгоф Гросашпах», що грав у Регіоналлізі «Південь». У сезоні 2011/12 клуб посів друге місце, втративши шанси виграти лігу за два тури до закінчення турніру.

3 липня 2012 року очолив «РБ Лейпциг», з яким досяг найкращих результатів у кар'єрі. У першому ж своєму сезоні у клубі Цорнігер виграв Регіоналлігу «Північний Схід», і за підсумками двох матчів з переможцем Регіоналліги «Захід» «Шпортфройнде» (Лотте), вийшов у Третю лігу. Також в 2013 році переміг у Кубку Саксонії, обігравши у фіналі Кемніцер.
У сезоні 2013/14 «РБ Лейпциг» зайняв друге місце, забезпечивши собі вихід у Другу Бундеслігу, і, поступившись переможцю турніру Гайденгайму, лише за різницею м'ячів. 11 лютого 2015 року контракт Цорнігера з лейпцизьким клубом був розірваний за згодою сторін.
25 травня 2015 року «Штутгарт» оголосив, що Александер Цорнігер буде наступним головним тренером клубу після закінчення контракту Губа Стевенса. Контракт німецького фахівця був розрахований на 3 роки, до 30 червня 2018 року, втім вже 24 листопада 2015 року Цорнігер був звільнений з поста головного тренера «Штутгарта», після того як команда після 13 турів з 9 поразками перебувала в зоні вильоту.
У 2016–2019 року був головним тренером данського клубу «Брондбю», з яким у сезонах 2016/17 і 2017/18 ставав віце-чемпіоном Данії, а в 2018 році також виграв Кубок Данії.
З 2021 року протягом сезону був головним тренером кіпрського клубу «Аполлон» (Лімассол).

## Титули і досягнення
- Володар Кубка Данії (1):

«Брондбю»: 2017–18
- Чемпіон Кіпру (1):

«Аполлон»: 2021–22